# Опасен на любой скорости
«Опасен на любой скорости» (полное название: Unsafe at Any Speed: The Designed-In Dangers of the American Automobile, «Опасен на любой скорости: конструктивно обусловленные проблемы с безопасностью американских автомобилей»), — книга, опубликованная в США в 1965 году юристом и общественно-политическим активистом Ральфом Нейдером, посвящённая проблемам безопасности автомобилей, рассмотренным на примере американских моделей тех лет.
Это было одно из первых исследований в этой области, имевшее широкий общественный резонанс и оказавшее большое влияние на ход развития автостроительной отрасли. Автор книги получил после её публикации широкую скандальную известность.

## Структура книги
Каждая глава была посвящена отдельному аспекту безопасности автомобилей.

### The sporty Corvair («Спортивный „Корвэйр“»)
На самом деле в заголовке главы имела место игра слов, так как слово Sporty на слух очень похоже на Spotty — «дефективный»).
Именно эта глава книги наиболее известна. Её подзаголовок — The One-Car Accident («Авария с участием единственного автомобиля»). В ней описываются проблемы с безопасностью незадолго до того выведенной на рынок США «компактной» модели компании General Motors — Chevrolet Corvair. Это был заднемоторный автомобиль размером почти с «Волгу», созданный в конце пятидесятых как «асимметричный ответ» компании на существенный рост импорта небольших европейских автомобилей в США.
По конструкции она мало отличалась от европейских заднемоторных малолитражек вроде «Жука», BMW 700, Renault Dauphine или «Запорожца»,— расположенный сзади силовой агрегат с двухрядным расположением цилиндров и воздушным охлаждением в едином блоке с трансмиссией, независимая подвеска задних колёс без стабилизатора поперечной устойчивости с приводом полуосями, имевшими по одному шарниру.
Но по сравнению с аналогичными европейскими моделями «Корвэйр» был намного крупнее, мощнее и развивал намного более высокие скорости, недоступные для малолитражек.
Согласно утверждениям из книги «Опасен на любой скорости», Chevrolet Corvair оказался склонным к внезапной потере управляемости и даже опрокидыванию при прохождении поворотов на большой скорости, в чём Нейдер считал повинными инженеров General Motors, неправильно спроектировавших автомобиль.
На самом деле, при рассмотрении этого вопроса необходимо учесть множество факторов — как технических, так и имеющих отношение к торговле или водительским привычкам американцев.

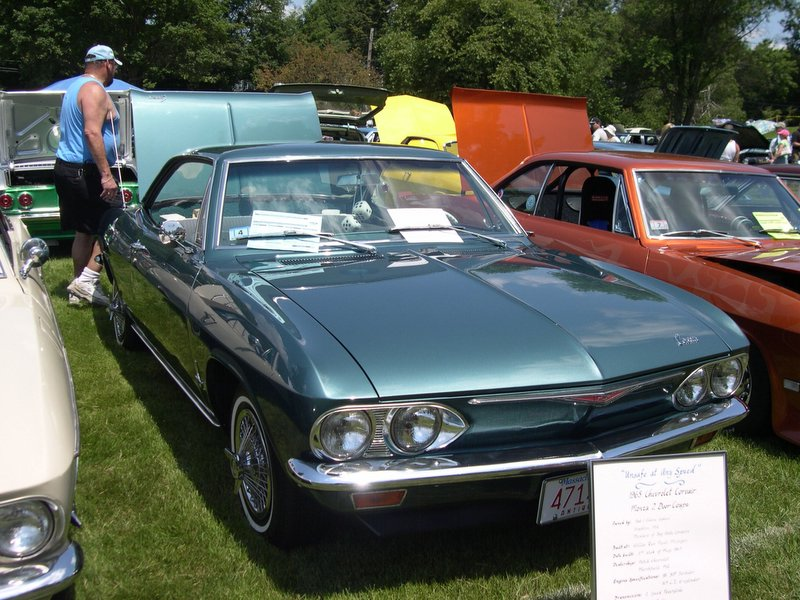
Модернизированный Corvair. Внедрением стабилизатора поперечной устойчивости и ряда других деталей на модели 1964 года, а в особенности — введением с 1965 модельного года новой задней подвески была устранена отмеченная в книге Нейдера склонность автомобиля к опрокидыванию в высокоскоростных поворотах, но репутация модели так пострадала из-за книги Нейдера, что через несколько лет она была снята с производства. После этого заднемоторных автомобилей в США не строили никогда.

Во-первых, сама по себе заднемоторная компоновка из-за перегруженной задней оси и смещённого назад центра масс существенно изменяла характер управляемости автомобиля, что оказалось неожиданным для привыкших к «классической» компоновке американцев.
Поведение заднемоторного автомобиля характеризуется очень резко проявляющейся избыточной поворачиваемостью — стремлением усиливать начатый водителем поворот вплоть до начала заноса задней оси и потери управляемости, сравнительно низкой курсовой устойчивостью и пониженной эффективностью рулевого управления. Для борьбы с этими явлениями необходимы специфические навыки водителя и специальные конструктивные решения, включающие особую конструкцию задней подвески, меры, направленные на улучшение сцепления шин задних колёс с дорогой, и так далее. Европейские заднемоторные малолитражки имели те же особенности, но они никогда не развивали скоростей, на которые были способны мощные модификации «Корвэйра», что снижало требования к их устойчивости и управляемости; представительские «Татры» имели довольно мощные двигатели, но управлялись преимущественно профессиональными водителями, хорошо знакомыми с такими автомобилями, и никогда не эксплуатировались в том режиме, в котором использовали свои машины жители США. На самом деле, в целом управляемость «Корвэйра» с перегруженной задней осью была не более специфична, чем у многих мощных американских автомобилей с перегруженной передней осью и недогруженной задней, но к последней американские водители были привычны, и нареканий она не вызывала. В случае дорожно-транспортного происшествия с их участием виновным считался не справившийся с управлением водитель, а не сам автомобиль.
Во-вторых, независимая подвеска задних колёс «Корвэйра» из соображений удешевления имела неоптимальную кинематику — была выполнена по схеме с качающимися полуосями (swing axle), имевшими по одному шарниру на каждой, была лишёна стабилизаторов поперечной устойчивости и имела большие ходы́ для достижения высокой плавности хода.
При движении в повороте в такой подвеске возникает дополнительная сила, направленная вверх и стремящаяся «подбросить» заднюю часть кузова автомобиля (возникновение этой силы объяснено на этой картинке, верхняя фигура), которая особенно усиливается если водитель, чувствуя начало заноса, пытается торможением замедлить движение автомобиля. При этом происходит изменение развала и колеи задних колёс, что существенно ухудшает их сцепление с дорожным покрытием, а также увеличивается высота центра тяжести, что существенно снижает устойчивость автомобиля к опрокидыванию. При прохождении поворота на высокой скорости внутреннее по отношению к траектории поворота заднее колесо «Корвэйра» могло терять сцепление с дорогой и даже временно отрываться от неё, а внешнее — наоборот вместе с полуосью «подламываться» под машину (оригинальный термин — «tuck under»). В результате воздействия совокупности этих факторов создавалась возможность потери управляемости и опрокидывания автомобиля, причём наиболее логичное действие водителя при угрозе аварийной ситуации — торможение — лишь ухудшало положение.
Этот недостаток мог был устранён особым пакетом оборудования на выбор № 696 (показан на иллюстрации Архивная копия от 7 марта 2008 на Wayback Machine), в который входили более жёсткие пружины и амортизаторы, передний стабилизатор поперечной устойчивости и ограничители хода задней подвески; однако, он даже не был описан в рекламной брошюре, соответственно, популярностью не пользовался — о его существовании вообще знали лишь единицы; аналогичные наборы предлагались и на вторичном рынке, например EMPI Camber Compensator, но основная масса «Корвэйров» имела всё же стандартную подвеску.
В 1964 модельном году стабилизатор в передней подвеске и другие изменения стали стандартными; с 1965 модельного года на «Корвэйрах» появилась новая задняя подвеска, подобная подвеске спортивного Chevrolet Corvette тех лет (разница между подвеской моделей 1964 и 1965 годов очень наглядно показана на иллюстрации Архивная копия от 7 марта 2008 на Wayback Machine), в которой полуоси имели по два карданных шарнира, и при работе подвески угол развала задних колёс теперь оставался практически постоянным (как у ЗАЗ-966 / ЗАЗ-968), что значительно улучшило управляемость автомобиля (по отзывам владельцев, в этом модернизированный «Корвэйр» практически не уступает сегодняшним дорожным автомобилям аналогичного класса с хорошей управляемостью) и полностью решило проблемы; но было слишком поздно, так как неприглядные факты уже были включены в книгу Нейдера.
В-третьих, для заднемоторного автомобиля очень существенное значение — намного большее, чем для автомобиля другой компоновки — имеет давление воздуха в шинах: в задних колёсах необходимо поддерживать более высокое давление, чем в передних, что существенно снижает врождённую тягу заднемоторного автомобиля к избыточной поворачиваемости. Инструкция по эксплуатации и обслуживанию «Корвэйра» давала верные рекомендации — поддерживать давление в 1 атмосферу в передних шинах и 1,8 атмосферы в задних (в холодном состоянии). Однако, строгая необходимость этого не была доведена ни до персонала сервисных станций, ни до владельцев.
В 1971 году Национальное управление безопасности на транспорте (National Highway Traffic Safety Administration — NHTSA) провело сравнительные тесты «Корвэйра» 1963 модельного года и других автомобилей его времени, включая Ford Falcon, Plymouth Valiant, Volkswagen Beetle, Renault Dauphine, а также «Корвэйра» модели 1967 года с изменённой подвеской. Кроме того, были исследованы записи об авариях и внутренние документы GM. Результаты исследования были следующими:

«„Корвэйр“ образца 1960-63 годов удачно выдерживает сравнение с современными ему автомобилями, использовавшимися в тестах… управляемость и устойчивость „Корвэйра“ образца 1960-63 годов не обуславливают аномально высокой склонности к неожиданной потери управляемости или опрокидыванию, и как минимум не хуже, чем у некоторых из современных ему автомобилей, как иностранных, так и отечественных.»

(англ.)

«The 1960-63 Corvair compares favorably with contemporary vehicles used in the tests…the handling and stability performance of the 1960-63 Corvair does not result in an abnormal potential for loss of control or rollover, and it is at least as good as the performance of some contemporary vehicles both foreign and domestic.»

Однако это была уже «посмертная» реабилитация — последний «Корвэйр» был выпущен в 1969 модельном году, после чего он без особой шумихи был снят с производства, не получив какого-либо прямого продолжения в модельном ряду. Впрочем, к концу шестидесятых годов эра заднемоторных автомобилей вообще уже походила к концу, в Европе и Азии производители стали массово переходить на передний привод, так что здесь он вполне следовал тенденциям своего времени.
В общем и целом, «Корвэйр», несмотря на изначально преследовавшую его специфическую репутацию (примерно сравнимую с советским «Запорожцем») и нежданно обрушившуюся скандальную известность, продержался на конвейере почти 10 лет, что было весьма длительным сроком для Америки тех лет, с её общепринятым трёхлетним циклом обновления модельного ряда, а сегодня вновь обретает популярность, теперь уже в качестве объекта коллекционирования.

### Disaster deferred («Отсроченная катастрофа»)
В этой главе критике подвергалась проблемы с безопасностью, характерные для американских автомобилей в целом, безотносительно конкретной модели или марки.
Критике, в частности, была подвергнута отделка интерьера с обилием блестящих хромированных, окрашенных глянцевой краской или полированных деталей, отражение света в которых, по мнению Нейдера, было способно временно ослепить водителя и вызвать аварию. По его заявлениям, проблема была общеизвестна среди проектировщиков, но внимания ей не уделялось из-за боязни ухудшить дизайн и потерять покупателей, которые в те годы уделяли этому фактору очень большое внимание.
Сильной критике Нейдер подверг ранние американские автоматические трансмиссии, так как их органы управления могли различаться весьма радикально на разных моделях различных производителей — например, «Крайслер» и «Пакард» использовали для этого кнопки, «Форд» — рычаг или на некоторых моделях кнопки; раскладка режимов работы АКПП при переключении рычагом также не устоялась: например, на некоторых автомобилях режим заднего хода R включался движением рычага на себя и вниз до упора, что на обычной механической трансмиссии соответствовало первой передаче. Незнакомые с ними водители часто путались, что могло привести к аварии. Более новые трансмиссии GM использовали «безопасную» раскладку R-N-D-L — с режимом R, включающимся движением на себя и вверх, как и на МКПП с рычагом на рулевой колонке, но не имели парковочной блокировки, и при неисправном ручном тормозе автомобиль никак невозможно было удержать на наклонной поверхности. Соответственно, Нейдер требовал стандартизировать способы выбора передач автоматических трансмиссий на всех автомобилях.

### The second collision («Вторичное столкновение»)
В третьей главе рассматривалась безопасность салона при столкновении водителя и пассажиров с его деталями в результате удара о другой автомобиль. По мнению Нейдера, несмотря на большое количество накопленного к началу шестидесятых годов материала по этой теме, он преимущественно игнорировался американскими автостроителями.

### The power to pollute («Способность загрязнять»)
В этой главе рассматривался вклад автотранспорта в загрязнение окружающей среды, в частности, образование смога на примере Лос-Анджелеса.

### The engineers («Инженеры»)

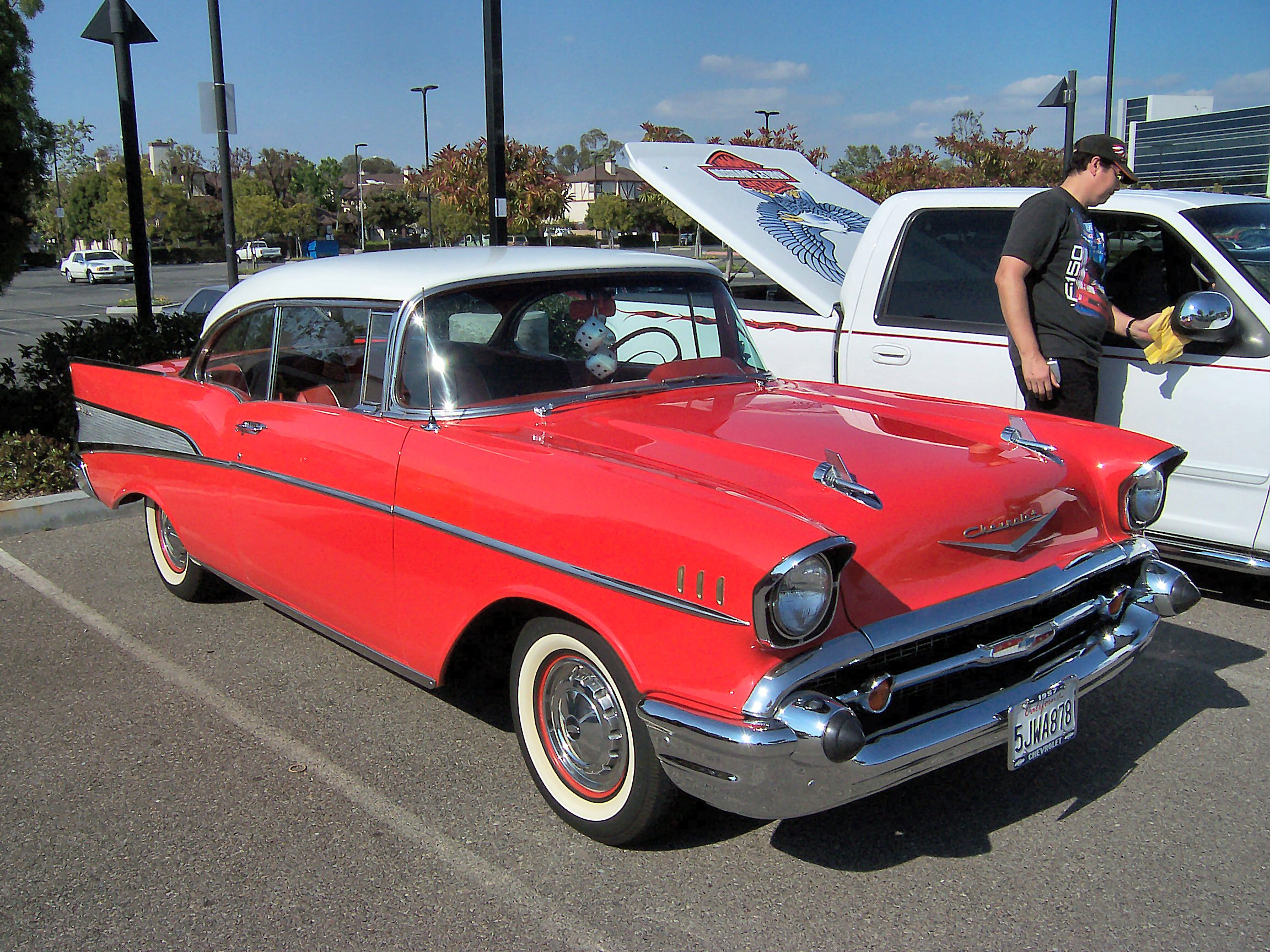
Массивный декор с острыми кромками в самом деле порой вызывал тяжёлые травмы у пешеходов при наезде.

В пятой главе утверждалось, что американские инженеры не хотят уделять внимание безопасности автомобилей из-за боязни запугать покупателей акцентированием внимания на этих проблемах или сделать автомобиль слишком дорогим. Нейдер утверждал, что бесполезные ежегодные изменения дизайна моделей, принятые в те годы в США, добавляют к розничной цене каждого автомобиля в среднем $700, в то время, как на повышение безопасности тратится в среднем лишь около 23 центов на один автомобиль в год.
Кроме того, утверждалось, что сам по себе агрессивный стайлинг американских автомобилей, например Chevrolet Bel Air модели 1957 года, с обилием выступающих частей, очень опасен при наезде на пешехода.

### The stylists («Дизайнеры»)
Здесь Нейдер утверждал, что во второй половине пятидесятых годов внешнему украшению автомобилей уделяли намного больше внимания, чем тщательной конструктивной проработке, делая особый акцент на опасности для пешеходов больших хвостовых плавников, сильно выступающих решёток радиатора и бамперов.

### The traffic safety establishment («Организация в области безопасности дорожного движения»)
В седьмой главе приводят контраргументы против устоявшегося мнения, что в большинстве аварий повинны дороги и сами водители. Нейдер обращает внимание на то, что зачастую причиной аварии становится именно конструктивное несовершенство автомобилей, а также излишняя погоня за экономией: например, некоторые автомобили с завода снабжались шинами, по техническим условиям неспособными нормально выдерживать его вес в полностью нагруженном состоянии. Кроме того, отмечается, что на украшение дорог в 1965 году было потрачено 320 млн $ из бюджета, а на повышение безопасности — только 500 тысяч.

### The coming struggle for safety («Грядущая борьба за безопасность»)
Делается вывод о том, что автостроителей необходимо законодательным путём заставить уделять больше внимания безопасности автомобилей.

## Реакция
General Motors попыталась скомпрометировать Нейдера, наняв частных детективов для прослушивания его телефонов и расследования его прошлого, а также проституток для заманивания его в неблаговидную ситуацию. Однако никаких компрометирующих сведений компании отыскать не удалось. Когда Нейдер обнаружил эти попытки, он успешно судился с General Motors по поводу вторжения в частную жизнь, вынудив компанию публично принести извинения и выиграв 425 тыс. долларов в качестве компенсации. Значительная часть этой суммы пошла на дальнейшее расширение его деятельности по защите прав потребителей.
Кроме того, выражались сомнения в компетентности Нейдера в вопросе, как человека, по его собственному признанию ни разу в жизни не сидевшего за рулём. И действительно, книга человека, ни в коей мере не являвшегося специалистом в области автомобилестроения, содержала множество ошибок, неточностей и откровенных преувеличений. Тем не менее, важной оказалась её роль в привлечении внимания к проблеме.
В конечном итоге большая часть имевших в себе рациональное зерно предложений Нейдера была реализована. С 1967 модельного года в США стали действовать впервые введённые федеральные стандарты безопасности автомобилей, сделавшие обязательными такие элементы конструкции, как двухконтурные системы тормозов, ремни безопасности, мягкие обитые панели приборов и другие детали салона, не блестящая внутренняя отделка, стандартизированные органы управления и так далее. Впоследствии они постоянно ужесточались, иногда доходя до абсурда, — например, был введён запрет на давно распространённые в Европе прямоугольные (до 1975 года) и блок-фары (до начала 1980-х годов), а также любые прозрачные щитки на фарах.
Тем не менее, по мнению ряда исследователей, например, американского экономиста Сэма Пелтцмана, повышение безопасности автомобилей привело лишь к увеличению количества смертей на дорогах, так как создало у водителей ложное впечатление собственной безопасности и провоцирует их на более агрессивное поведение на дороге (так называемый «эффект Пелтцмана»). Кроме того, он оспаривает сам оригинальный тезис Нейдера о том, что автостроителей не заботила безопасность автомобилей: по его мнению, она непрерывно улучшалась с самого изобретения автомобиля, хотя и недостаточно быстро. В частности, он отмечает такие серьёзно улучшившие безопасность нововведения, сделанные самими производителями, как внешние зеркала заднего вида и сигналы поворота с самовозвратом.